# László Krasznahorkai

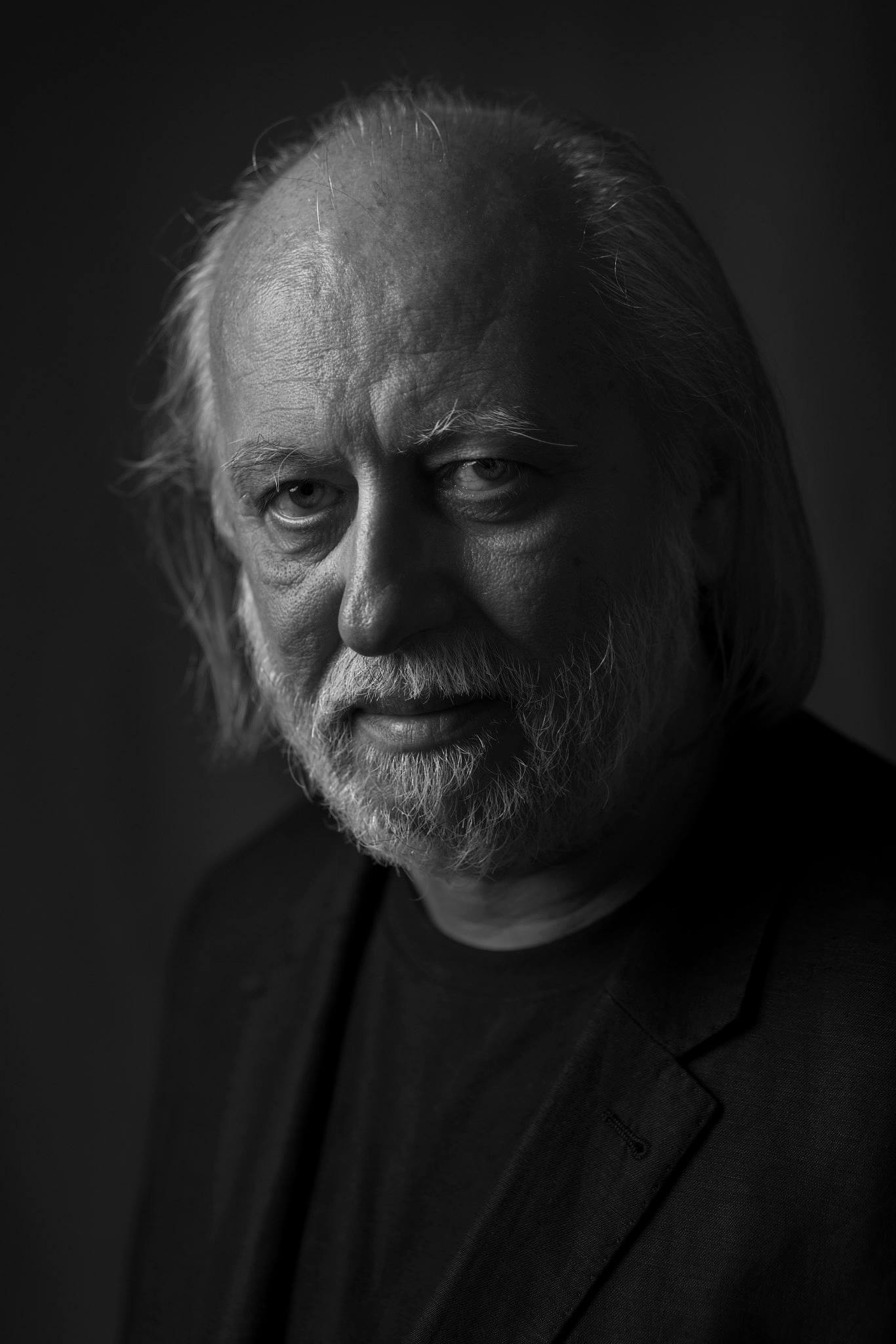
László Krasznahorkai

László Krasznahorkai [ˈlaːsloː ˈkrɒsnɒhorkɒi] (* 5. Januar 1954 in Gyula, Ungarn) ist ein ungarischer Schriftsteller und Drehbuchautor.

## Leben
Er studierte zunächst Jura in Szeged, dann von 1976 bis 1983 Ungarisch und Literatur an der Universität Budapest. Für längere Zeit lebte er nach 1987 in Berlin und in den frühen 1990er Jahren in China, der Mongolei und Kyōto. In dieser Zeit lebte er auch für eine Weile in der Wohnung von Allen Ginsberg in New York, der ihn auch beim Schreiben beriet.
Seine Romane wurden in viele Sprachen übersetzt und mit internationalen Preisen ausgezeichnet, darunter der Tibor-Déry-Preis, der Preis der SWR-Bestenliste (1993), der Kossuth-Preis (2004), der Spycher: Literaturpreis Leuk (2010), der Brücke Berlin Literatur- und Übersetzerpreis (2010) sowie der Österreichische Staatspreis für Europäische Literatur (2021).
Krasznahorkai lebt als freier Schriftsteller in Pilisszentlászló in der Nähe von Budapest sowie in Berlin. Im Sommersemester 2008 hatte er eine Gastprofessur an der Freien Universität Berlin. Im Jahr 2014 wurde er mit dem America Award in Literature ausgezeichnet.
Krasznahorkai erhielt 2015 den Man Booker International Prize. Die Vorsitzende der Jury Marina Warner nannte ihn „einen visonären Schriftsteller von außergewöhnlicher Intensität, dessen sprachlicher Ausdruck die Beschaffenheit der heutigen Existenz in Szenen einfängt, die besorgniserregend, befremdlich, erschreckend komisch und oft überwältigend schön sind.“ Seine Übersetzer Ottilie Mulzet und George Szirtes teilten sich gleichzeitig einen Preis für ihre Übersetzungen von Krasznahorkais Werken.

## Werk
Das Werk zerfällt in zwei Perioden, die erste in den 1980er Jahren ist gekennzeichnet von apokalyptischen, dunklen Geschichten über kleine Städte und kleine Menschen, die zerstört werden. Später wandelt sich sein Werk und es wird sehr viel heller.
Seine Romane sind oft meditativ geprägt. Sein Roman Im Norden ein Berg, im Süden ein See, im Westen Wege, im Osten ein Fluss spielt in einem japanischen Kloster, Der Gefangene von Urga in der Wüste der Mongolei und in Beijing, in Krieg und Krieg unternimmt ein ungarischer Privatgelehrter eine Reise nach New York City, um dort zu sterben.
Sein erstes Buch Satanstango wurde genauso wie weitere von Béla Tarr verfilmt, wobei Krasznahorkai selbst die Drehbücher schrieb.
Seit 2024 befindet sich der literarische Vorlass von Krasznahorkai im Literaturarchiv der Österreichischen Nationalbibliothek in Wien.

## Werke

### In deutscher Übersetzung
- Gnadenverhältnisse (Kegyelmi viszonyok, 1986). Literarisches Colloquium, Berlin 1988, ISBN 3-926178-11-6.
- Satanstango. Roman (Sátántangó, 1985). Rowohlt, Reinbek 1990, ISBN 3-498-03468-5.
- Melancholie des Widerstands. Roman (Az ellenállás melankóliája, 1989). Ammann, Zürich 1992, ISBN 3-250-10179-6.
- Der Gefangene von Urga. Roman (Az urgai fogoly, 1993). Ammann, Zürich 1993, ISBN 3-250-10207-5.
- Krieg und Krieg. Roman (Háború és háború, 1999). Ammann, Zürich 1999, ISBN 3-250-60021-0.
- Im Norden ein Berg, im Süden ein See, im Westen Wege, im Osten ein Fluß. Roman (Északról hegy, Délről tó, Nyugatról utak, Keletről folyó, 2003). Ammann, Zürich 2005, ISBN 3-250-60080-6.
- Seiobo auf Erden. Erzählungen (Seiobo járt odalent, 2008). S. Fischer, Frankfurt am Main 2010, ISBN 978-3-10-042204-0.
- Die Welt voran. Erzählungen (Megy a világ, 2013). S. Fischer, Frankfurt am Main 2015, ISBN 978-3-10-042221-7.
- Baron Wenckheims Rückkehr. Roman (Báró Wenckheim hazatér, 2016). S. Fischer, Frankfurt am Main 2015, ISBN 978-3-10-002237-0.
- Herscht 07769. Roman. Dt. von Heike Flemming. S. Fischer, Frankfurt am Main 2021, ISBN 978-3-10-397415-7.
- Im Wahn der Anderen. Drei Erzählungen. Dt. von Heike Flemming. Mit 34 farbigen Zeichnungen von Max Neumann. S. Fischer, Frankfurt am Main 2023, ISBN 978-3-10-397495-9.

### Filmdrehbücher
- Verdammnis (Kárhozat, 1988)
- The last boat (Az utolsó hajó, 1989)
- Satanstango (Sátántangó, 1994)
- Die Werckmeisterschen Harmonien (Werckmeister harmóniák, 2000)
- The Man from London (A Londoni férfi, 2007)
- Das Turiner Pferd (A torinói ló, 2011)

### Sonstiges
- Krieg und Krieg – die vollständige Geschichte (1999) CD-ROM, Budapest
- Music&Literature: Krasznahorkai / Tarr / Neumann (2013), Spezialausgabe der Zeitschrift in Buchlänge mit Texten von Krasznahorkai sowie Essays über sein Werk, 224 Seiten, ISBN 978-0988879904.[4]

## Weitere Auszeichnungen
- 2021: Österreichischer Staatspreis für Europäische Literatur[5]